# 湘江旅社
湘江旅社，位于湖南省衡阳市珠晖区广东路，是衡阳市文物保护单位。

## 历史
1961年，湘江旅社开业，为新建的四层大楼。是衡阳市公私合营后兴建的第一家国营大旅社。
2015年12月，湘江旅社被公布为衡阳市市级文物保护单位。